# Netelia smithii
Netelia smithii är en stekelart som först beskrevs av Dalla Torre 1901.  Netelia smithii ingår i släktet Netelia och familjen brokparasitsteklar. Inga underarter finns listade i Catalogue of Life.